# Alan Arnell
Alan Arnell (* 25. November 1933 in Chichester; † 5. Mai 2013 ebenda) war ein englischer Fußballspieler.

## Leben
Der 1933 in Chichester in Sussex geborene Alan Arnell begann seine Karriere in Worthington bei einem Amateurverein. 1953 wechselte er 19-jährig zum FC Liverpool, für den er im Dezember 1953 sein Debüt gab. Beim damaligen Zweitdivisionär spielte Arnell bis zum Februar 1961. Obwohl er nur zeitweise für die erste Mannschaft der Reds nominiert wurde und häufig in der Reservemannschaft spielte, brachte er es auf 33 Tore in 69 Ligaspielen. 1961 wechselte er zu den Tranmere Rovers.
Nach seinem Wechsel zum Drittligisten Tranmere, mit dem er in die vierte Liga abstieg, spielte Arnell noch bei Halifax Town und dem FC Runcorn.

## Weblink
- Profil bei lfchistory.net